# Ptk2细胞

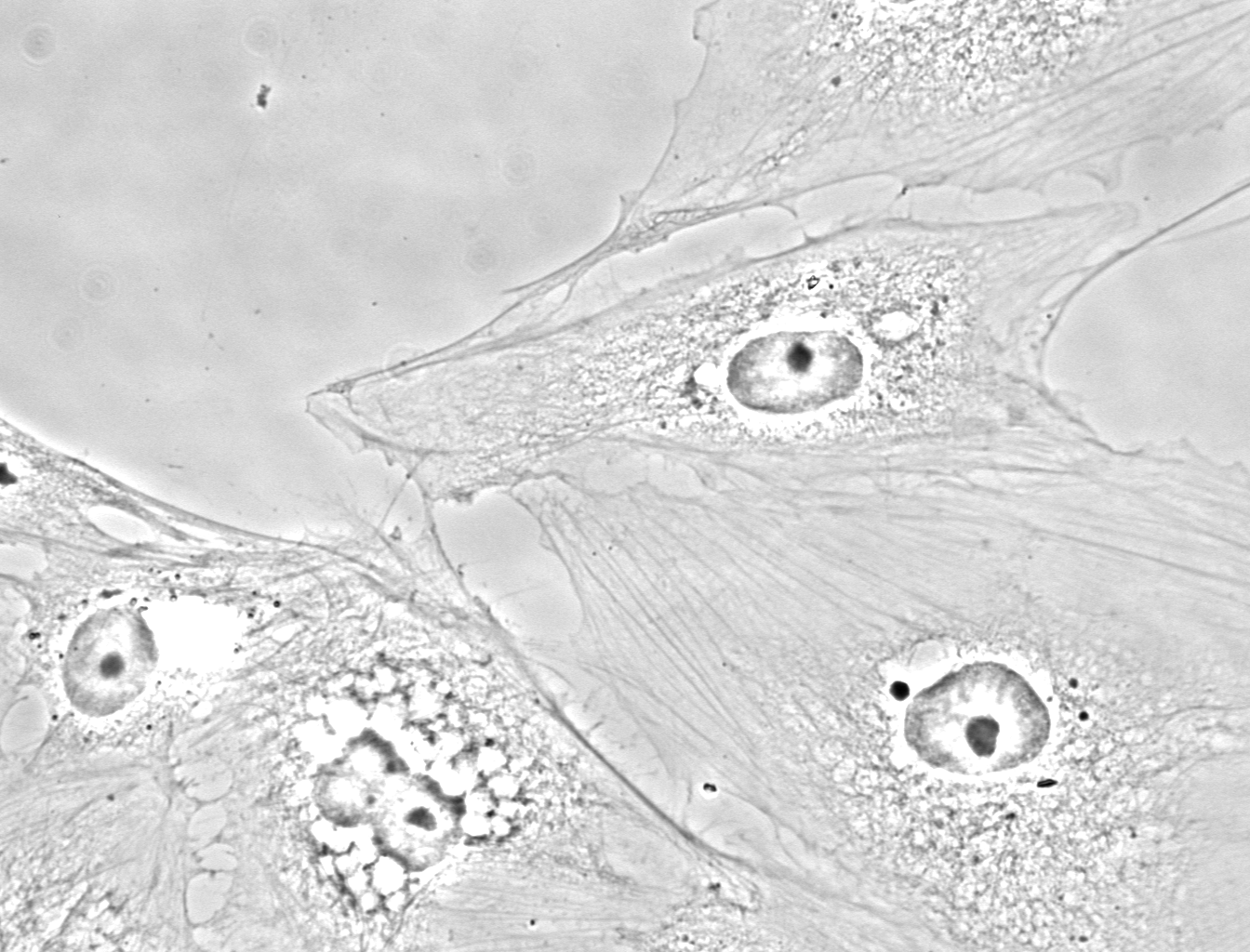
相衬显微镜下的Ptk2细胞

PtK2细胞是一种源自长鼻袋鼠（学名：Potorous tridactylus）肾上皮细胞的细胞系，常用于研究哺乳动物细胞的有丝分裂。